# Eublemma atrifusa
Eublemma atrifusa là một loài bướm đêm trong họ Erebidae.